# Buckland (Ohio)
Pour les articles homonymes, voir Buckland.
Buckland est un village américain situé dans le comté d'Auglaize, dans l'Ohio. Selon le recensement de 2010, sa population est de 233 habitants.